# Magic of Stella
Magic of Stella (ステラのまほう?, Sutera no mahō, lett. "La magia di Stella") è un manga yonkoma scritto e disegnato da Cloba.U, serializzato sul Manga Time Kirara Max di Hōbunsha dal 18 agosto 2012. Un adattamento anime, prodotto da Silver Link, è stato trasmesso in Giappone tra il 3 ottobre e il 19 dicembre 2016.

## Personaggi
Tamaki Honda (本田 珠輝?, Honda Tamaki)
Doppiata da: Maria Naganawa
Shiina Murakami (村上 椎奈?, Murakami Shiina)
Doppiata da: Rie Murakawa
Ayano Seki (関 あやめ?, Seki Ayano)
Doppiata da: Ari Ozawa
Kayo Fujikawa (藤川 歌夜?, Fujikawa Kayo)
Doppiata da: Aoi Yūki
Yumine Fuda (布田 裕美音?, Fuda Yumine)
Doppiata da: Ryōko Maekawa
Natsu Iino (飯野 夏?, Iino Natsu)
Doppiata da: Yō Taichi
Haruma Seki (関 春馬?, Seki Haruma)
Doppiata da: Akira Sekine

## Media

### Manga
Il manga, scritto e disegnato da Cloba.U, ha iniziato la serializzazione sulla rivista Manga Time Kirara Max di Hōbunsha il 18 agosto 2012. Il primo volume tankōbon è stato pubblicato il 26 dicembre 2013 e al 27 dicembre 2017 ne sono stati messi in vendita in tutto sei.

#### Volumi
| Nº | Data di prima pubblicazione | Data di prima pubblicazione | Data di prima pubblicazione |
| Nº | Giapponese                  | Giapponese                  |                             |
| -- | --------------------------- | --------------------------- | --------------------------- |
| 1  | 26 dicembre 2013            | ISBN 978-4-8322-4388-0      |                             |
| 2  | 25 dicembre 2014            | ISBN 978-4-8322-4511-2      |                             |
| 3  | 27 gennaio 2016             | ISBN 978-4-8322-4658-4      |                             |
| 4  | 27 ottobre 2016             | ISBN 978-4-8322-4757-4      |                             |
| 5  | 27 dicembre 2016            | ISBN 978-4-8322-4781-9      |                             |
| 6  | 27 gennaio 2018             | ISBN 978-4-8322-4903-5      |                             |

### Anime
L'adattamento anime è stato sul Manga Time Kirara Max di Hōbunsha il 19 gennaio 2016. La serie televisiva, prodotta da Silver Link e diretta da Shin'ya Kawatsura, è andata in onda dal 3 ottobre al 19 dicembre 2016. Le sigle di apertura e chiusura sono rispettivamente God Save The Girls di Shino Shimoji e Yonaka jikaru (ヨナカジカル?) di Maria Naganawa e Ryōko Maekawa. In alcune parti del mondo, tra cui l'Italia, gli episodi sono stati trasmessi in streaming, in contemporanea col Giappone, da Daisuki, mentre in altre zone il servizio è stato offerto da Anime Network. In particolare, in America del Nord i diritti di distribuzione digitale e home video sono stati acquistati dalla Sentai Filmworks.

#### Episodi
| Nº | Titolo italiano Giapponese 「Kanji」 - Rōmaji                                            | In onda          | In onda |
| Nº | Titolo italiano Giapponese 「Kanji」 - Rōmaji                                            | Giapponese       |         |
| 1  | Punto di partenza 「スタート地点」 - Sutāto chiten                                       | 3 ottobre 2016   |         |
| 2  | Creare è divertente 「たのしい創作」 - Tanoshii sōsaku                                   | 10 ottobre 2016  |         |
| 3  | Corpo conduttore 「伝送アイテム」 - Densō aitemu                                         | 17 ottobre 2016  |         |
| 4  | Salgo di livello 「スキルアップ」 - Sukiru Appu                                          | 24 ottobre 2016  |         |
| 5  | Conto alla rovescia 「カウントダウン」 - Kauntodaun                                      | 31 ottobre 2016  |         |
| 6  | La fiera 「そくばいかい」 - Sokubai-kai                                                  | 7 novembre 2016  |         |
| 7  | Il primo ricordo 「はじめての思い出」 - Hajimete no omoide                               | 14 novembre 2016 |         |
| 8  | Il debug è una cosa seria! 「デバッグなめたらダメだよ？」 - Debaggu nametara dame da yo? | 21 novembre 2016 |         |
| 9  | Salgo di livello - Seconda parte 「スキルアップその2」 - Sukiru Appu sono 2              | 28 novembre 2016 |         |
| 10 | Strumento di precisione 「精密機械」 - Seimitsu kikai                                    | 5 dicembre 2016  |         |
| 11 | Signorina, è in difficoltà? 「お困りですかお嬢さん」 - Okomari desu ka ojōsan            | 12 dicembre 2016 |         |
| 12 | Ricomincio daccapo 「もう一度スタート地点」 - Mō ichido sutāto chiten                    | 19 dicembre 2016 |         |